# Дышекова, Куна Хажмурзовна
Куна Хажмурзовна Дышекова (17 мая 1917, Кундетово — 2003, Нальчик) — кабардинская советская театральная актриса, народная артистка РСФСР.

## Биография
Куна Хажмурзовна Дышекова родилась 17 мая 1917 года в ауле Кундетово (сейчас город Чегем) Терской области (ныне Кабардино-Балкария). В 1936 году была актрисой кабардинского колхозно-совхозного театра. В 1937 году окончила театральную студию при Дворце пионеров Нальчика.
В 1937—1999 годах играла в Кабардинском государственном драматическом театре им. А. Шогенцукова, созданного на основе колхозно-совхозного театра. За 76 лет работы в театре сыграла более 200 ролей.
Умерла в 2003 году.

### Семья
- Муж — театральный актёр, режиссёр, драматург Мухамед Мударович Тубаев (1919—1973), народный артист Кабардино-Балкарской АССР (1951), заслуженный артист РСФСР (1953).
- Дочь — актриса Раиса Мухамедовна Тубаева (род. 1948), народная артистка Кабардино-Балкарии.

## Награды и премии
- Заслуженная артистка Кабардино-Балкарской АССР.
- Заслуженная артистка РСФСР (4.07.1957).
- Народная артистка РСФСР (23.03.1960).

## Работы в театре
- «Женитьба» Н. Гоголя — Агафья Тихоновна
- «Коварство и любовь» Ф. Шиллера — леди Мильфорд
- «Мажид и Марят» М. Тубаева — Марят
- «Любовь Яровая» К. Тренёва — Любовь Яровая
- «Моя тёща» Г. Хугаева — Феня
- «Bacca Железнова» М. Горького — Рашель
- «Аул-Батыр» А. Шортанова — Анна
- «Платон Кречет» А. Корнейчука — Лида
- «Поздняя любовь» А. Островского — Шаблова
- «Семья Томаши» Шхагапсоева — сплетница Заза
- «На чужого коня не садись» Яралова и Тубаева — самогонщица Гулижан
- «Дыханаго» Аксирова — Диса
- «В одной семье» Шортанова — Хакокуна
- «Мать своих детей» А. Афиногенова — Лагутина
- «Горячее сердце» А. Островского — Матрёна
- «Ревизор» Н. Гоголя — Анна Андреевна
- «Поднятая целина» М. Шолохова, П. Дёмина — Дарья Куприяновна
- «Два соседа» Х. Дударова — Мама-Кутата

## Фильмография
- 1958 — Лавина с гор — Зарилья, мать Лины
- 1975 — Всадник с молнией в руке — эпизод

## Память
- В 2014 году в Нальчике на доме по проспекту Ленина, 24, где жили Куна Дышекова и Мухамед Тубаев, была открыта мемориальная доска[1].